# Waitara (Neuseeland)

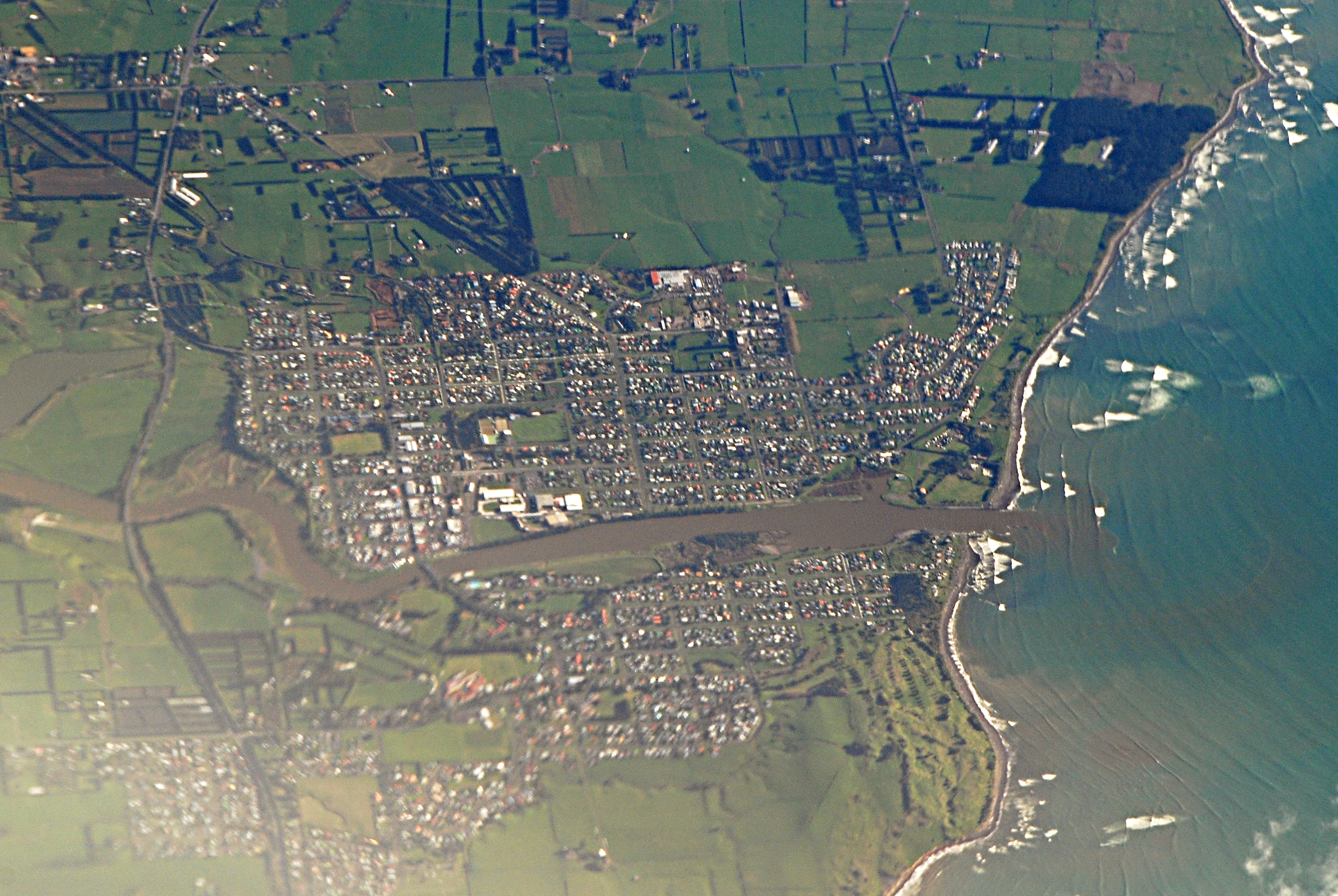
Luftbild von Waitara, Waitara River und Tasmansee

Waitara ist eine Stadt im New Plymouth District der Region Taranaki auf der Nordinsel von Neuseeland.

## Geographie
Die Stadt befindet sich rund 15 km ostnordöstlich des Stadtzentrums von New Plymouth an der Mündung des Waitara River in die Tasmansee. Der Fluss teilt die Stadt in zwei Hälften, wobei das Stadtzentrum auf der westlichen Seite des Flusses liegt. Eine einzige innerstädtische Brücke verbindet die beiden Teile der Stadt. Am südlichen Rand von Waitara vorbei führt der New Zealand State Highway 3, der die Stadt auf direktem Weg mit New Plymouth verbindet.

## Geschichte
Bereits vor der Ankunft europäischer Einwanderer war die Gegend um den Waitara River von Māori-Stämmen dicht besiedelt und hart umkämpft, wovon Überreste zahlreicher Befestigungsanlagen in der Gegend zeugen. In den 1820er Jahren zogen die Ngati Awa in die Region Wellington, da sie von den Stämmen aus Waikato bedrängt wurden. 1848 kehrten sie an den Waitara River zurück und waren erfolgreich in der Landwirtschaft und im Handel mit europäischen Siedlern, die sich in New Plymouth niedergelassen hatten. Spannungen zwischen Māori und europäischen Siedlern um Landkäufe führten schließlich am 17. März 1880 zum Ersten Taranaki-Krieg. Mit dem Ende der Kämpfe und der Einnahme der letzten von Māori gehaltenen Befestigungsanlage, wurden die Stämme der Gegend entmachtet. 1867 siedelten die ersten Europäer in der Gegend.
Der Bau einer Bahnstrecke nach New Plymouth begann am 21. August 1873. Die Strecke wurde am 14. Oktober 1875 fertiggestellt. Im folgenden Jahr begannen die Bauarbeiten südlich von Sentry Hill, der erste Abschnitt des nördlichen Teils der Bahnstrecke Marton–New Plymouth. Er wurde am 30. November 1877 bis Inglewood eröffnet. Bis 1908 war Waitara der nördliche Endpunkt der Strecke und die Strecke von Sentry Hill nach New Plymouth eine Zweigstrecke dazu. Seit 1908 ist New Plymouth offizieller Endpunkt und die Strecke von Sentry Hill nach Waitara die Zweigstrecke. Sie wird heute ausschließlich für Güterverkehr genutzt.

## Bevölkerung
Zum Zensus des Jahres 2013 zählte der Ort 6483 Einwohner, 3,1 % mehr als zur Volkszählung im Jahr 2006.

## Wirtschaft
Haupteinkommensquelle der Region um Waitara stellt neben der Schafzucht die Milchwirtschaft dar. In der Stadt selbst befinden sich Unternehmen, die Tiefkühlkost herstellen und Autoersatzteile produzieren sowie einige Schreinereien.

## Persönlichkeiten
- Carmel Sepuloni (* 1977), Politikerin
- Anna-Marie Keighley (* 1982), Fußballschiedsrichterin
- Dulcie Smart, Schauspielerin